# جسر تشيلسي
جسر تشيلسي (بالإنجليزية: Chelsea Bridge) هو جسر يقع فوق نهر التايمز غرب لندن في المملكة المتحدة، يربط الجسر منطقة تشيلسي الواقعة في الضفة الشمالية بمنطقة باترسي الواقعة على الضفة الجنوبية لنهر التايمز، كان هناك جسرين لتشيلسي في نفس موقع الجسر الحالي، وكانا يسميان باسم جسر فورد القديم.
اقترح إنشاء جسر تشيلسي الأول في العقد 1840 كجزء من تطور كبير على الضفة الجنوبية لنهر التايمز في حديقة باترسي الجديدة، وكان تصميمه كجسر معلق يهدف إلى توفير سهولة الوصول من الضفة الشمالية المكتظة بالسكان إلى حديقة باترسي الجديدة، على الرغم من أن بناء وإدارة الجسر تم من قبل الحكومة، الا أنها قامت بفرض رسوم في بداية تشغيل الجسر في محاولة منها لاسترداد تكلفة الجسر، وقد تأخر العمل في مشروع حاجز تشيلسي القريب من مكان بناء الجسر ما تسبب في تأخير افتتاح الجسر، أما التسمية ففي البداية اقترح تسميته باسم جسر فيكتوريا، ولم يفتتح حتى عام 1857.
كان جسر تشلسي ضيق وغير سليم من الناحية الهيكلية، مما أدى بالسلطات الحكومية إلى إعادة تسميته باسم جسر تشيلسي لتجنيب العائلة المالكة مع انهيار محتمل لجسر يحمل اسم أحد أفرادها، في عام 1926 اقترح أن يتم إعادة بناء الجسر القديم أو استبداله، وذلك بسبب زيادة حجم المستخدمين وبسبب النمو السكاني، وبدء دخول السيارات، تم هدم الجسر في الفترة (1934 - 1937)، والاستعاضة عن الهيكل الحالي الذي افتتح في عام 1937.
كان الجسر الجديد أول جسر يستعمل راسية ذاتية في جسر معلق في بريطانيا، بني بالكامل من مواد مصدرها داخل الإمبراطورية البريطانية، خلال وقت مبكر من العقد 1950 أصبح للجسر شعبية مع سائقي الدراجات النارية، والذين نظموا السباقات العادية عبر الجسر، كما شهد الجسر أحداث مهمة منها اندلعت أعمال عنف في أحد الاجتماعات في عام 1970، مما أدى إلى وفاة رجل واحد وسجن 20 آخرين، يتم اضائة جسر تشيلسي من الأسفل خلال ساعات الظلام، عندما تضاء الأبراج والكابلات على ارتفاع 936 قدم (285 متر) من الصمامات الثنائيات الباعثة للضوء، في عام 2008 حقق الجسر الدرجة الثانية للحالة بناء مدرج، وهو نوع من التصنيف يُعمل به في المملكة المتحدة الهدف منه هو المحافظة على الأبنية الأثرية، وفي عام 2004 تم افتتاح جسر صغير اسمه جسر باترسي للمشاة، افتتح في الجهة الجنوبية من الجسر، ليحمل مسار التايمز تحت الجسر الرئيسي.